# Antoniellus irrorellus
Antoniellus irrorellus är en insektsart som beskrevs av Rauno E. Linnavuori 1959. Antoniellus irrorellus ingår i släktet Antoniellus och familjen dvärgstritar. Inga underarter finns listade i Catalogue of Life.